# Stefan Gutzeit
Stefan Gutzeit (* 1. April 1944 in Tilsit) ist ein deutscher ehemaliger Fußballspieler. In den 1960er-Jahren spielte er für Sachsenring Zwickau in der DDR-Oberliga, der höchsten Liga im DDR-Fußball.

## Sportliche Laufbahn
Bei der Betriebssportgemeinschaft (BSG) Einheit Reichenbach begann Stefan Gutzeit 1954 organisiert Fußball zu spielen. Seine ersten Spiele im Männerbereich bestritt er mit der BSG Einheit in der drittklassigen Bezirksliga. Im November 1965 wurde Gutzeit zum Wehrdienst in der Nationalen Volksarmee eingezogen, durfte aber weiter Fußball bei der Armeesportgemeinschaft ASG Vorwärts Cottbus spielen. In der Saison 1966/67 bestritt er für die ASG als Abwehrspieler 15 Spiele in der zweitklassigen DDR-Liga. Im Mai 1967 kehrte Gutzeit nach Reichenbach zurück, wo sich die BSG inzwischen als TSG Blau-Weiß Reichenbach umbenannt hatte und weiter in der Bezirksliga vertreten war. 
Im Dezember 1967 wurde Stefan Gutzeit zum Oberligisten Motor Zwickau delegiert, der sich kurz darauf zur BSG Sachsenring umtaufte. Gutzeit wurde sofort in die Oberligamannschaft integriert und bestritt bis zum Saisonende von den 16 ausgetragenen Punktspielen als Verteidiger 14 Begegnungen. Während er 1968/69 19 der 26 Oberligaspiele absolvierte, kam er in der Hinrunde der Spielzeit 1969/70 in allen 13 Punktspielen zum Einsatz. Bis dahin hatte er seine Position in der Abwehr stets sicher. 
Nachdem Gutzeit in der Rückrunde 1970 nicht mehr in der Oberliga eingesetzt worden war, erschien er zur folgenden Saison zwar im offiziellen Oberligakader, bestritt aber kein Spiel. Das wiederholte sich auch 1971/72, vielmehr kam er in fünf Spielen für die 2. Mannschaft in der DDR-Liga zum Einsatz. 
Im Sommer 1972 schloss sich Gutzeit wieder der Reichenbacher TSG an, für die er noch eine Saison in der Bezirksliga absolvierte, um danach seine Laufbahn als Fußballspieler zu beenden. Danach wurde er bei Blau-Weiß Trainer, zunächst für die 1. Mannschaft, von 1977 bis 1981 für die Juniorenmannschaft. 